# Halice tenella
Halice tenella is een vlokreeftensoort uit de familie van de Pardaliscidae. De wetenschappelijke naam van de soort is voor het eerst geldig gepubliceerd in 1962 door Birstein & Vinogradov.